# Mampe Halb und Halb

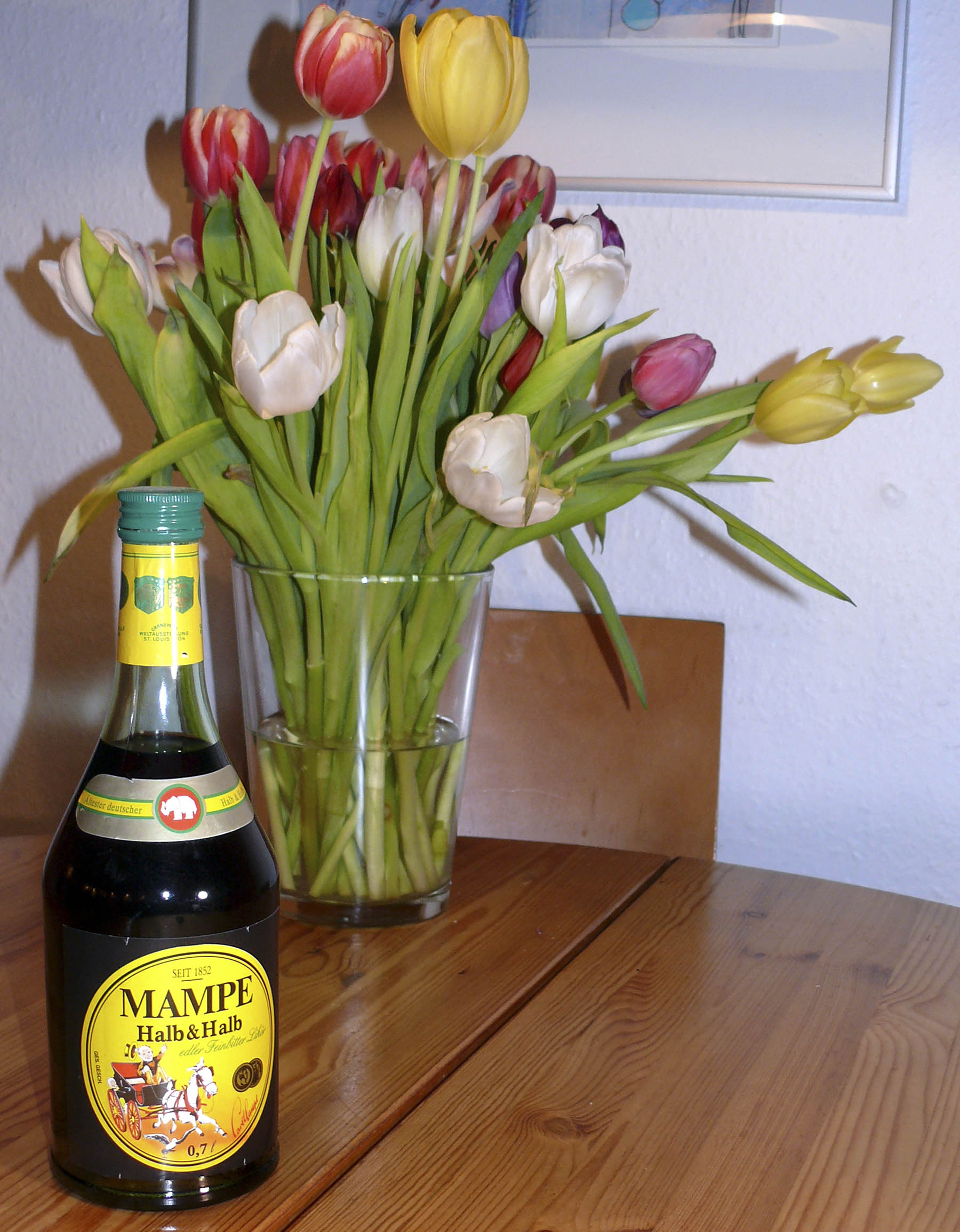
Mampe-Flasche mit dem Schimmelgespann

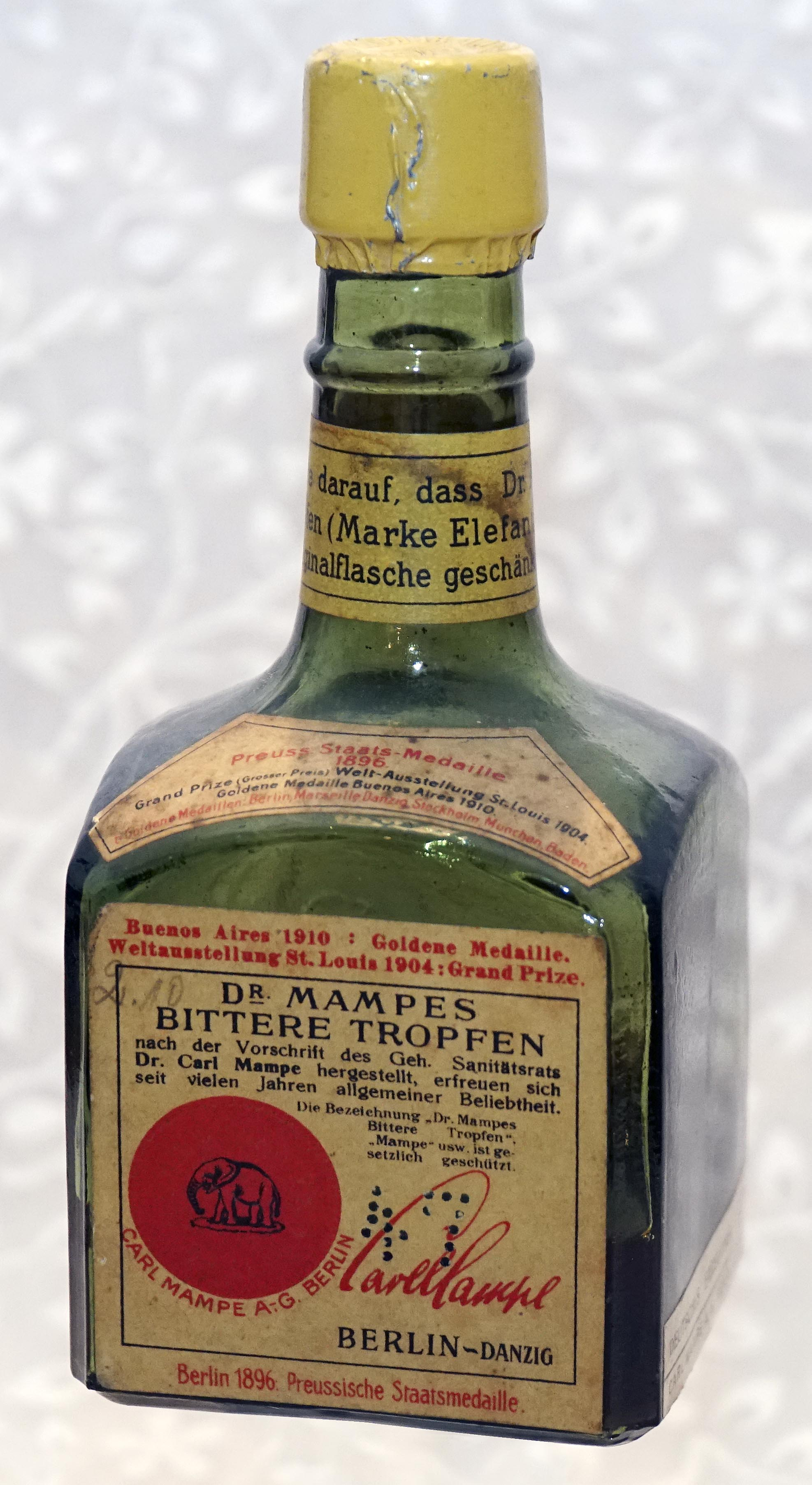
Dr. Mampes Bittere Tropfen in einer historischen Flasche

Mampe Halb und Halb ist ein Magenbitter aus Bitterorangen. Der Kräuterlikör geht auf eine Rezeptur des Mediziners Carl Mampe aus dem Jahr 1831 zurück. Nach Gründungen von Firmen durch nachfolgende Familienmitglieder und einigen Verlegungen des Standortes schlossen sich 1965 die bundesdeutschen Hersteller des Produkts eng zusammen und vertreiben das Erzeugnis seitdem weiter erfolgreich. Unter dem Namen Halb und Halb mit dem Schimmelgespann wurde in der DDR vom Berliner VEB Bärensiegel ebenfalls ein Kräuterlikör hergestellt.

## Geschichte
Ursprünglich wurde er 1831 vom praktischen Arzt und Königlich Preußischen Geheimen Sanitätsrat Dr. med. Carl Mampe im pommerschen Stargard als Mittel gegen Cholera aus Kräutern und Schnaps zusammengebraut und in Apotheken verkauft. Carl Mampe gab das Rezept an seine Stiefbrüder Ferdinand Johann Mampe und Carl Mampe weiter, die beide Firmen zur Produktion gründeten. Ab 1837 wurde die Produktion von Ferdinand Johann Mampe in Stargard in Hinterpommern aufgenommen, die nach dem Zweiten Weltkrieg nach Hamburg verlegt wurde. Ab 1852 produzierte der gleichnamige Stiefbruder Carl Mampe in Köslin, bis er 1877 die Carl Mampe AG in Berlin gründete und den Betrieb dorthin verlegte. Zum Vertrieb existierten die unter dem Namen Mampe’s gute Stube geführten Gaststätten. Beide Unternehmen vertrieben den Magenbitter deutschlandweit und standen in Konkurrenz miteinander. Eine im Ostteil Berlins gelegene Produktionsstätte der Carl Mampe AG in Hohenschönhausen stand 1955 unter Treuhandverwaltung. Im Ostberliner Telefonbuch wurde für Schimmelgespann und Cola-Perle geworben. Im Jahr 1965 entschieden sich die (West-)Berliner Carl Mampe AG, die seit 1964 dem Inhaber der Feinwaschmittelfabrik Rei-Werke, Willi Maurer, gehörte, und die Hamburger F. J. Mampe KG zu einer Zusammenarbeit.

## Werbung
Um die Jahrhundertwende war ein Elefant das Logo des Magenbitters (Bittere Tropfen), welches sich auch auf der Rückseite der alten eckigen 0,5-Liter-Flaschen im Glas wiederfindet. Seit 1951 ziert der Elefant als Anhänger alle Flaschen der Berliner Carl Mampe AG. Zwei Elefanten im Berliner Zoo wurden 1957 nach dem Namen des Firmengründers Carl und Mampe genannt. Eine zusätzlich einprägsame Bezeichnung des Kräuterlikörs war auch Mampe Halb und Halb mit dem Schimmelgespann. Am Flaschenhals hing der reliefierte kleine weiße Elefant, das Etikett zeigte einen von einem weißen Pferd gezogenen Wagen. Auch der in der DDR hergestellte Mampe-Kräuterlikör zeigte auf dem Etikett das Schimmelgespann.
Der Berliner Slogan aus dem Jahre 1962 lautete: „In diesem Falle braucht man ihn, Mampe Halb und Halb Berlin“. Im Jahr 1969 warb der Hersteller mit: „Mampe Halb und Halb ist eine ganze Sache“. In den Saisons 1977/1978 und 1978/1979 war Mampe Trikotsponsor des Fußball-Bundesligisten Hertha BSC.
Das Hamburger Unternehmen warb mit einem Mönch.
Seit 2013 wird dieser Spruch benutzt: „Keiner für alle. Nur für Berlin“. Entsprechend konzentriert sich die bislang bundesweite Vermarktung nunmehr ausschließlich auf Berlin. Ab dem 21. Jahrhundert wird Mampe halb und halb auch in durchsichtigen Glasflaschen in Elefantenform angeboten.

## Volksmund
Sind’s die Augen, geh’ zu Mampe,

gieß’ Dir einen auf die Lampe,

kannste allet doppelt sehn,

brauchste nich zu Ruhnke gehn.